# Rhus chinensis
Rhus chinensis är en sumakväxtart som beskrevs av Philip Miller. Rhus chinensis ingår i släktet sumaker, och familjen sumakväxter. Utöver nominatformen finns också underarten R. c. roxburghii.